# Galina Saidova
Galina Karimovna Saidova (en uzbeko: Galina Karimovna Saidova; nació en 1956, Samarcanda, RSS de Uzbekistán); ministra de Economía de la República de Uzbekistán desde 2011. Miembro del Gabinete de Ministros de la República de Uzbekistán desde 2011.

## Biografía
Galina Karimovna Saidova nació en 1956, en la ciudad de Samarcanda.
Educación más alta. Se graduó como economista en el Instituto Cooperativo de Samarcanda (ahora Instituto de Economía y Servicios de Samarcanda). Doctor en economía, profesor.

## Carrera
1987-1991: Jefe del Departamento de Comercio de Bienes y Servicios de Consumo del Comité Estatal de Planificación de la República Socialista Soviética de Uzbekistán;
En 1992, vicepresidente de la junta directiva de la Asociación de Bolsas de Valores "Toshkent";
En 1992-1994 fue Vicerrectora de la Universidad de Economía y Diplomacia Mundial;
En 1994-1997, vicepresidente del Goskomprognostat (empresa estatal de pronósticos y estadísticas) de la República de Uzbekistán;
1997-2002: Jefe del Departamento de Información y Análisis del Gabinete de Ministros de la República de Uzbekistán;
En 2002-2005, Presidente del Comité sobre Insolvencia Económica de Empresas dependiente del Ministerio de Economía de la República de Uzbekistán;
En 2003-2005, Primer Viceministro de Economía de la República de Uzbekistán, Jefe del Complejo de Macro-economía y Previsiones Económicas Generales;
En 2005-2006, Primer Viceministro de Economía de la República de Uzbekistán, Presidente del Comité Estatal de Desmoralización, Competencia y Apoyo al Emprendimiento.
En 2006-2010, el primer viceministro de Economía de la República de Uzbekistán sobre los parámetros macroeconómicos y el equilibrio financiero y monetario y el desarrollo del Programa de Inversiones de la República.
En 2008-2010, directora del Instituto de Previsión e Investigación Macroeconómica del Gabinete de ministros de la República de Uzbekistán.
En 2010-2011, ministra de Relaciones Económicas Exteriores, Inversiones y Comercio de la República de Uzbekistán; 
En 2011-2017, ministra de Economía de la República de Uzbekistán. Sucedió a Ravshan Gulyamov, quien ocupó su puesto anterior. Saidova asumió la jefa del ministerio el 1 de agosto de 2011.
Desde el 1 de noviembre de 2017 hasta la actualidad es Asesora Estatal Adjunta del Presidente de la República de Uzbekistán en cuestiones socioeconómicas.